# Милан Блануша
Милан Блануша (Јагодина, 28. април 1943 — Вршац, 19. мај 2025.) био је српски сликар.

## Биографија
Милан Блануша је дипломирао сликарство на Факултету ликовних уметности Универзитета уметности у Београду 1967, у класи професорке Љубице Сокић. Постдипломске студије је завршио на Државној високој школи за ликовне уметности у Брауншвајгу 1973. Специјализовао је графику на Државној високој школи за ликовне уметности у Франкфурту на Мајни 1978.
Био је члан Удружења ликовних уметника Србије од 1973. године. Радио је као асистент за сликање и цртање на Академији уметности Универзитета у Новом Саду од 1976, где је пензионисан као редовни професор. Приредио је више самосталних изложби у земљи и иностранству и учесник је бројних колективних изложби. Самостално је излагао у Брауншвајгу 1968. и 1970, Београду и Новом Саду 1972. године. Учествовао је на групној изложби оригиналног цртежа у Ријеци 1970, Октобарском салону 1971—1972, изложби цртежа у Загребу, изложби „НОБ у делима ликовних уметника Југославије” у Београду 1971, изложби „Војвођански сликари” у Београду 1972, изложбама „Београдски ликовни уметници” у Љубљани и „Свет у коме живимо” у Београду 1973, изложби „Обнова слике” у Београду 1974, Фоксбургу, Регензбургу и Хановеру.
Добитник је награде на изложби цртежа у Загребу 1971, прве награде на изложби „Свет у коме живимо” 1972, Политикине награде из фонда „Владислав Рибникар”, награде Октобарског салона Београда, Златне плакете УЛУС-а, награде за малу пластику на Првом београдском Тријеналу цртежа и мале пластике 2012. у Уметничком павиљону „Цвијета Зузорић” и друге. Добитник је и награде „Сава Шумановић”.